# Desmiphora digna
Desmiphora digna är en skalbaggsart som beskrevs av Giesbert 1998. Desmiphora digna ingår i släktet Desmiphora och familjen långhorningar.
Artens utbredningsområde är Panama. Inga underarter finns listade i Catalogue of Life.